# Golden Zephyr
Golden Zephyr est une attraction du parc Disney California Adventure, inspirée d'un type d'attraction qui n'avait pas été construit depuis les années 1970. Ce principe est un mélange des manèges de type chaises volantes (des chaises suspendues au bout de longues chaînes) et des manèges traditionnels comme Dumbo the Flying Elephant ou l'Orbitron. Des nacelles de grandes tailles sont suspendues au bout de chaînes et s'élèvent grâce à la force centrifuge mais ne peuvent pas être contrôlés par un "manche".
L'attraction s'inspire de ses aînées Aerostat ou Strat-O-Stat du Riverview Park de Chicago.
Golden Zephyr souffre toutefois d'un défaut majeur, ce type d'attraction est très sensible aux conditions atmosphériques et nécessite un entretien minutieux constant.

## L'attraction

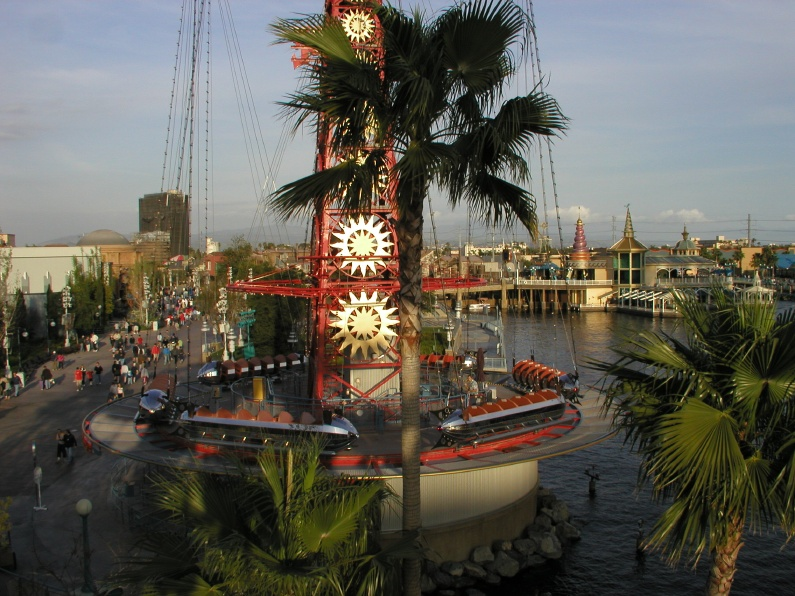
Golden Zephyr depuis Jumpin' Jellyfish

L'attraction adopte le thème des fusées représentées dans les séries telles que Buck Rogers ou Flash Gordon.
- Ouverture : 8 février 2001 (avec le parc)
- Constructeur : D. H. Morgan Manufacturing[1]
- Conception : Walt Disney Imagineering
- Hauteur : 27,4 m
- Véhicule :
  - Nombre : 6
  - Capacité : 12 personnes
- Thème : fusée des années 1940
- Durée : 1 min 30
- Taille requise :1,32 m
- Restrictions environnementales : le jour avec peu de vent
- Type d'attraction : Manège de fusée volante.
- Situation : 33° 48′ 21″ N, 117° 55′ 20″ O